# Trichomalopsis tenuicornis
Trichomalopsis tenuicornis är en stekelart som beskrevs av Graham 1996. Trichomalopsis tenuicornis ingår i släktet Trichomalopsis och familjen puppglanssteklar.
Artens utbredningsområde är Frankrike. Inga underarter finns listade i Catalogue of Life.